# (541132) Лелеакухонуа
(541132) Лелеакухонуа (541132 Leleākūhonua) — транснептуновый объект во внешней части Солнечной системы, седноид. Ранее был известен под прозвищем «Гоблин».
Третий известный объект типа Седны, после самой Седны и 2012 VP113. Впервые наблюдался 13 октября 2015 года астрономами Дэвидом Толеном, Скоттом Шеппардом и Чадом Трухильо с помощью телескопа Субару в обсерватории Мауна-Кеа. Диаметр объекта — 300 км.
Орбита 2015 TG387 не противоречит гипотезе о девятой планете.
На момент объявления об открытии 1 октября 2018 года дуга наблюдений составила 949 дней (22 наблюдения за 2,6 года с 13 октября 2015 по 19 мая 2018). Находится на расстоянии 80 астрономических единиц от Солнца (V774104 в 2016 году находился в 103 а.е. от Солнца). В перигелии 2015 TG387 приближается к Солнцу на расстояние около 65 астрономических единиц (более далёкий перигелий имеют только Седна и 2012 VP113), в афелии находится на расстоянии около 2000 астрономических единиц (у 2014 FE72 афелий 3850 а.е., у 2017 MB7 — 6081 а.е.). Период обращения вокруг Солнца составляет 39 100 лет. По другим данным, афелий Гоблина находится на расстоянии 2300 астрономических единиц от Солнца.
Ближайшее прохождение перигелия ожидается в 2078 году.

## Название
Так как открытие произошло незадолго до Хэллоуина, а первичное обозначение объекта содержало буквы «TG», то учёные назвали объект Гоблин («The Goblin»).
В июне 2020 года объекту было присвоено имя Leleākūhonua.

## Уточнение размера
20 октября 2018 года наблюдалось затмение объектом звезды GA1020:00020858 с координатами 00:12:17.9 +13:15:07 (№2767694522024100608 в каталоге GaiaDR2). В наблюдении приняло участие 14 обсерваторий, получена всего одна хорда. В результате диаметр объекта ограничен значением 220км, соответствующее альбедо не меньше 0.21.
3 июля 2022 года, передположительно, должно было произойти затмение объектом звезды №2780241629028767104 из каталога GaiaER3 с координатами 00 25 12.5304 +14 41 22.083. Затмение никем не наблюдалось.